# Joachim (Heiliger)

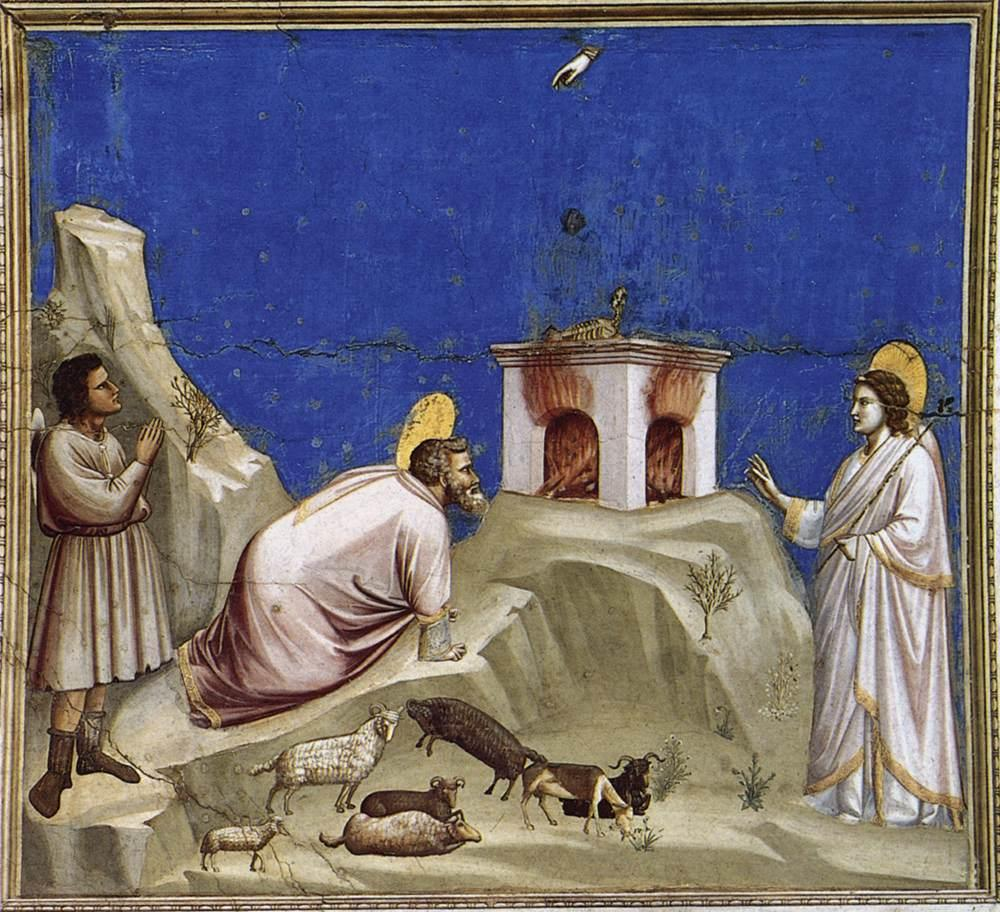
Das Opfer des heiligen Joachim, Freskenzyklus von Giotto di Bondone in der Cappella degli Scrovegni in Padua (um 1305)

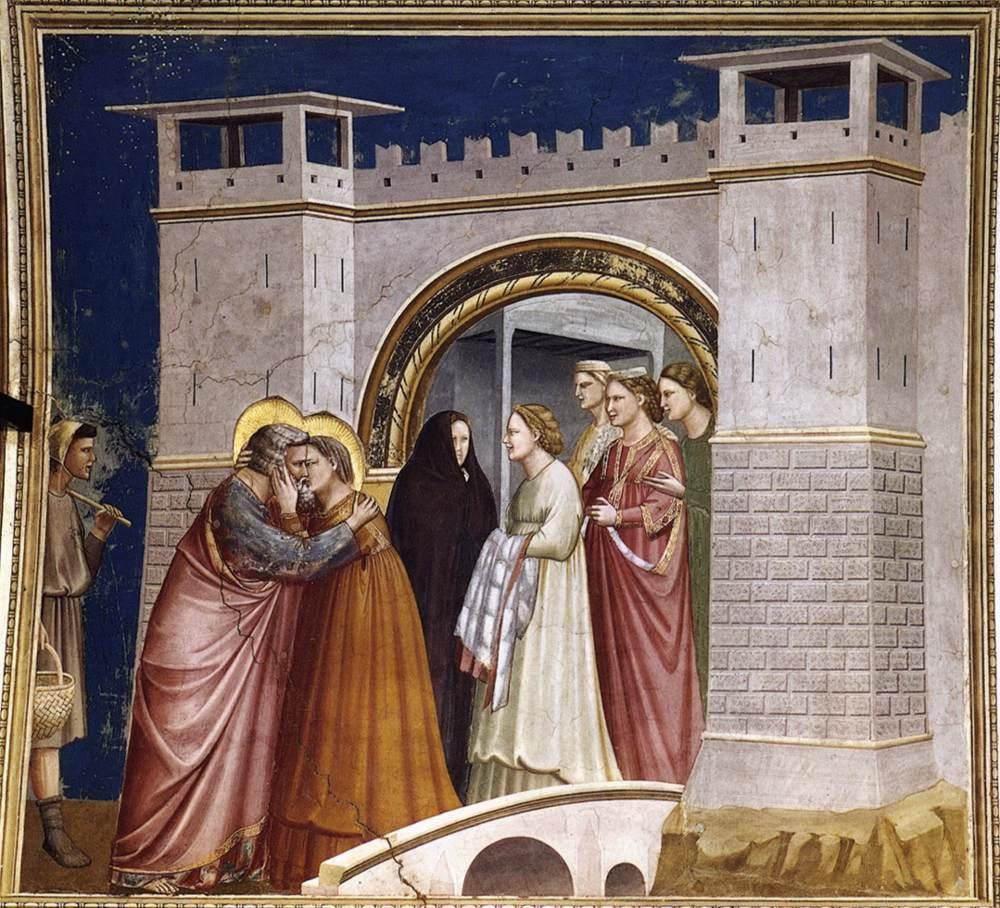
Begegnung an der Goldenen Pforte (Giotto, um 1305)

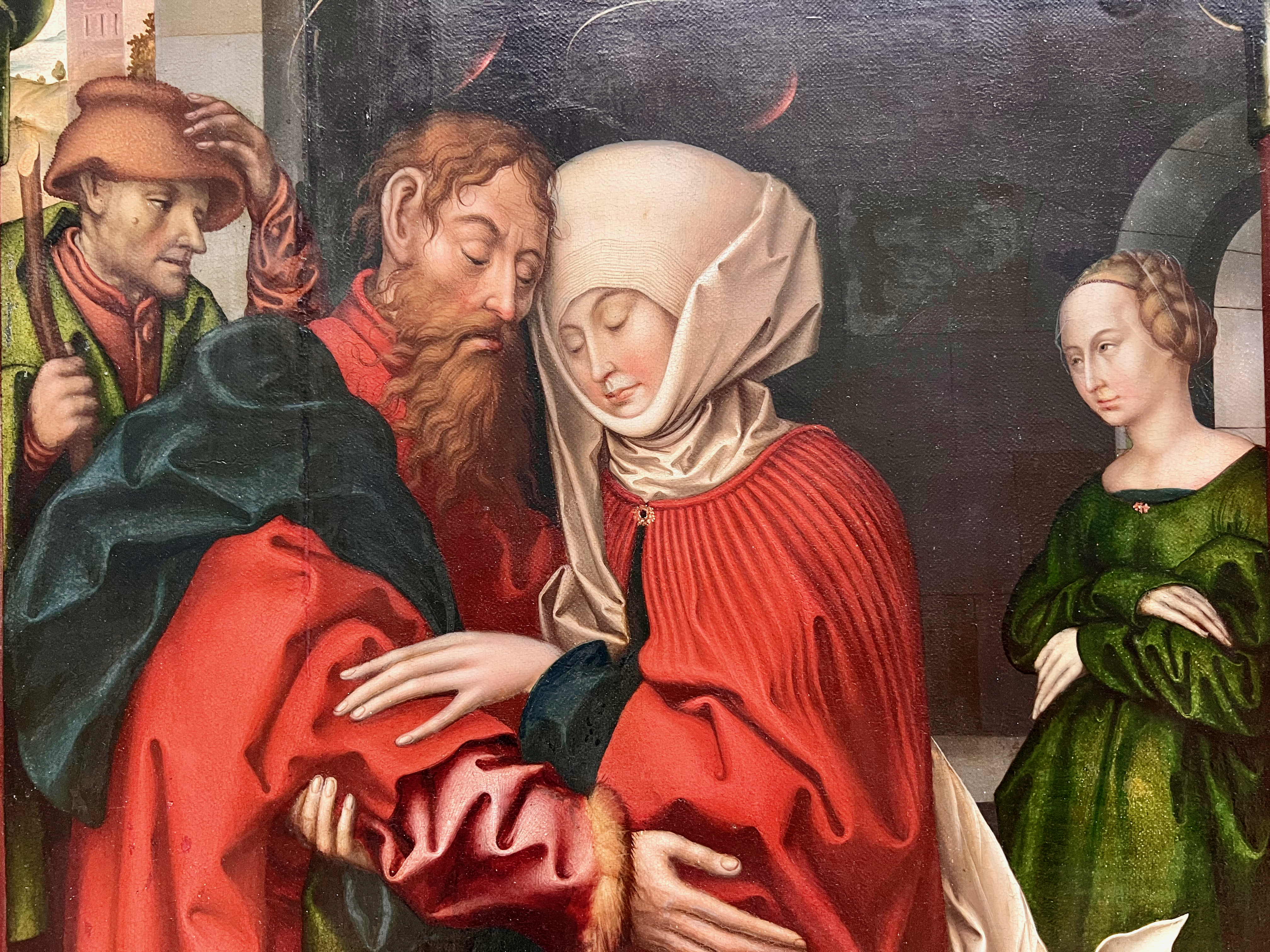
Hans Fries: Joachim & Anna, Kunstmuseum Basel

Joachim war laut mehreren apokryphen Evangelien des 2. bis 6. Jahrhunderts der Vater Marias und somit legendärer Großvater von Jesus Christus. Joachim wird in katholischen, orthodoxen und anglikanischen Kirchen als Heiliger verehrt. Auch einer der letzten Herrscher des Königreichs Juda trug diesen Namen (in seiner hebräischen Form Jojakim); er bedeutet: „Der, den der Herr aufgerichtet hat“.

## Genealogie und Überlieferung
In der katholischen und orthodoxen Tradition gilt der heilige Joachim als Ehemann Annas und als Vater Marias, der Mutter Jesu; er wird daher mit dem Titel „Vorfahr Gottes“ bezeichnet. Im Koran wird er als ‘Imrān identifiziert.
Nach der Lehre der katholischen Kirche wurde Maria durch den Heilsplan Gottes schon im Mutterleib vor der Erbsünde bewahrt. Die Geschichte von Joachim und Anna wird auch im apokryphen Protoevangelium des Jakobus erzählt. Joachim wird als reicher und frommer Mann beschrieben, der regelmäßig den Armen und dem Tempel spendet. Da seine Frau jedoch unfruchtbar ist, weist der Hohepriester ihn und seine Opfer zurück, die Kinderlosigkeit seiner Frau wird von ihnen als Zeichen göttlicher Missgunst gedeutet. Joachim zieht sich daraufhin in die Wüste zurück, wo er 40 Tage lang fastet und Buße tut. Ein Engel erscheint sowohl Anna als auch Joachim und kündigt ihnen die Geburt eines Kindes an. Joachim kehrt nach Jerusalem zurück und umarmt Anna vor dem Eingang zum Jerusalemer Tempel, der „Goldenen Pforte“. Das verheißene Kind Maria wird geboren.
Ein Zyklus von Legenden von Joachim und Anna fand Eingang in die Legenda aurea. Darstellungen beider Gestalten blieben in der christlichen Ikonographie beliebt. Der Gedenktag des Joachim wurde früher am 16. August gefeiert, im römischen Generalkalender mittlerweile gemeinsam mit Anna am 26. Juli; dieses Datum hat auch die Church of England übernommen.
Joachim ist der Schutzpatron der Väter und Großväter. Seine Attribute sind eine Schäfer-Schaufel und Opfertiere (Lamm oder Tauben). Oft wird er mit der hl. Anna oder der Jungfrau Maria dargestellt.

## Abgeleitete Namensverwendungen
Die böhmische Stadt St. Joachimsthal (tschechisch: Jáchymov) im Erzgebirge verdankt ihren Namen dem Hl. Joachim. Da hier im ausgehenden Mittelalter und in der frühen Neuzeit viel Silber gefördert wurde, erwarb sich die Stadt bald auch einen herausragenden Ruf als Münzprägestätte für den Joachimsthaler (kurz: Thaler), der zur europäischen Leitwährung wurde, wodurch wiederum der Begriff als abgekürztes Lehnwort in viele Sprachen Eingang fand (am bekanntesten im Englischen: Dollar). In mehreren Sprachen fand sich indes der Name des Heiligen Joachim unmittelbar in den Münzbezeichnungen wieder, z. B. russisch Jefimok, polnisch Joachimik, italienisch Joachimico, französisch Jocondales, allerdings gibt es keine aktuelle Währung mehr, die unmittelbar nach dem Hl. Joachim benannt ist.

## Kirchenpatronate
- St. Joachim (Düren)
- St. Joachim und Anna (Kleinbrach)
- Kirche St. Joachim und St. Anna (Jáchymov)
- San Gioacchino (Palermo)

## Gedenktag
- katholisch und anglikanisch: 26. Juli und 16. August
- orthodox: 9. September
- maronitisch: 9. September und 20. November
- koptisch: 2. April
- syrisch: 25. Juli

## Vornamen, berühmte Persönlichkeiten
- Joachim (Vorname)